# Emeritierter Bischof
Ein emeritierter Bischof (lat. episcopus emeritus) ist ein von seinen Amtspflichten entbundener Bischof nach seiner Emeritierung. Umgangssprachlich wird er als Altbischof bezeichnet.

## Römisch-katholische Kirche
In der römisch-katholischen Kirche wird ein Diözesanbischof nach seinem Ausscheiden aus dem Amt Emeritierter Diözesanbischof oder Altbischof genannt, ein Weihbischof entsprechend Emeritierter Weihbischof. Sie führen weiterhin den Titel und Weihegrad und genießen die persönlichen Rechte eines Bischofs, haben aber keine Amtsbefugnisse mehr. So kann ein emeritierter Bischof zum Beispiel das Weihesakrament gültig spenden, darf dies jedoch nur mit Erlaubnis oder auf Anweisung des zuständigen Diözesanbischofs tun.
Im römisch-katholischen Kirchenrecht (CIC 1983, can. 401) ist die Emeritierung wie folgt geregelt:
§ 1: Ein Diözesanbischof, der das fünfundsiebzigste Lebensjahr vollendet hat, wird gebeten, seinen Amtsverzicht dem Papst anzubieten, der nach Abwägung aller Umstände entscheiden wird.
§ 2: Ein Diözesanbischof, der wegen seiner angegriffenen Gesundheit oder aus einem anderen schwerwiegenden Grund nicht mehr in der Lage ist, seine Amtsgeschäfte wahrzunehmen, wird nachdrücklich gebeten, den Amtsverzicht anzubieten.
Ein solcher Amtsverzicht wird allerdings nicht zwangsläufig vom Papst angenommen. Der in § 2 erwähnte „andere schwerwiegende Grund“ lag beispielsweise beim Rücktritt von Walter Mixa als Folge von Misshandlungs- und Veruntreuungsvorwürfen vor.

## Altkatholische Kirche
In der altkatholischen Kirche gelten je nach Nationalkirche eigene Regelungen. Zumeist tritt ein altkatholischer Bischof mit Erreichen des 70. Lebensjahres in den Ruhestand. Er wird ebenfalls Altbischof genannt und hat innerhalb der Utrechter Union der Altkatholischen Kirchen die gleichen Rechte wie ein römisch-katholischer Altbischof in dessen Kirche. Bevor der Rücktritt aus Altersgründen in den 1980er Jahren eingeführt wurde, wurde einem betagten Bischof ein Koadjutor mit dem Recht der Nachfolge zur Seite gestellt.

## Orthodoxe Kirche
In der orthodoxen Kirche ist der Rücktritt vom Bischofsamt aus Altersgründen unüblich.